# Burg Rosenegg (Walgau)
Burg Rosenegg, auch Schloss Rosenegg, Balme Hohlenegg oder Schloss Rosenberg genannt, ist eine mittelalterliche Höhenburganlage bei 623 m ü. A. auf dem östlichsten Ausläufer der Schaß südöstlich von Bürs im Bezirk Bludenz im österreichischen Bundesland Vorarlberg. Sie war vom 13. bis zum 15. Jahrhundert Sitz der Herrschaft Rosenegg.

## Geschichte

Wappen der Grafen von Werdenberg-Heiligenberg

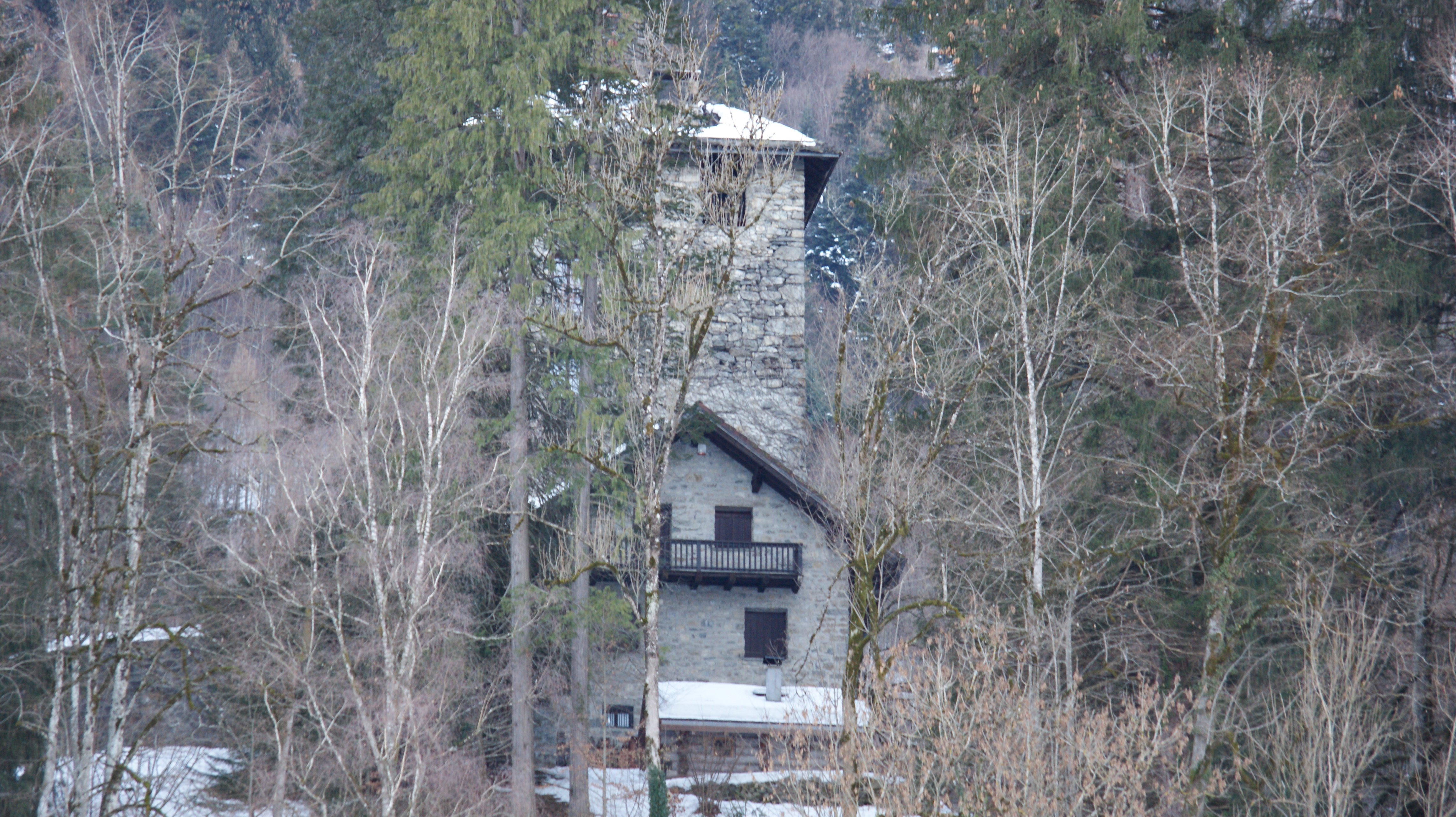
Burg Rosenegg im Winter 2019

Die Burg Rosenegg wurde Mitte des 13. Jahrhunderts durch die Grafen von Werdenberg-Heiligenberg erbaut. Die Herrschaft war anfangs Teil der Grafschaft Sonnenberg.
Während des Appenzellerkriegs wurde die Burg 1405 von den mit den Appenzellern verbündeten Walgauern zerstört. Sie wurde vermutlich wieder aufgebaut und nach Übergang an Österreich 1418/1420 als österreichisches Lehen vergeben. 1474 wurde die Herrschaft Rosenegg mit der Herrschaft Bludenz vereinigt, die Burg verfiel noch vor 1600.
In den Jahren 1898 bis 1900 kam es zu einem Wiederaufbau des Bergfriedes im neugotischen Stil.
1939 erfolgte ein neuerlicher Um- und Ausbau: Die neugotischen Elemente wurden dabei wieder entfernt und aus den ursprünglich vier Stockwerken wurden fünf gemacht. Ebenso wurde damals das Zeltdach errichtet. Die hochrechteckigen Fenster wurden 1939 durchwegs anstelle älterer, bereits 1898 vergrößerter Lichtschlitze neu gestaltet bzw. durchbrochen. Außerdem wurde damals ein eingeschoßiges Wohnhaus an den Bergfried anschließend errichtet.
Heute gibt es unterschiedliche Interpretationen der historischen Aufzeichnungen und grundsätzlich spaltet sich die Meinung, ob es sich hier um zwei eigenständige Anlagen gehandelt habe oder sich diese immer auf dieselbe Burganlage bezogen haben.

## Anlage
Burg Rosenegg war eine kleine, im Wesentlichen nur aus Bergfried und anschließender Umfassungsmauer bestehende Anlage. Heute findet sich Altbestand nur noch im Fundamentbereich.